# 民用航空

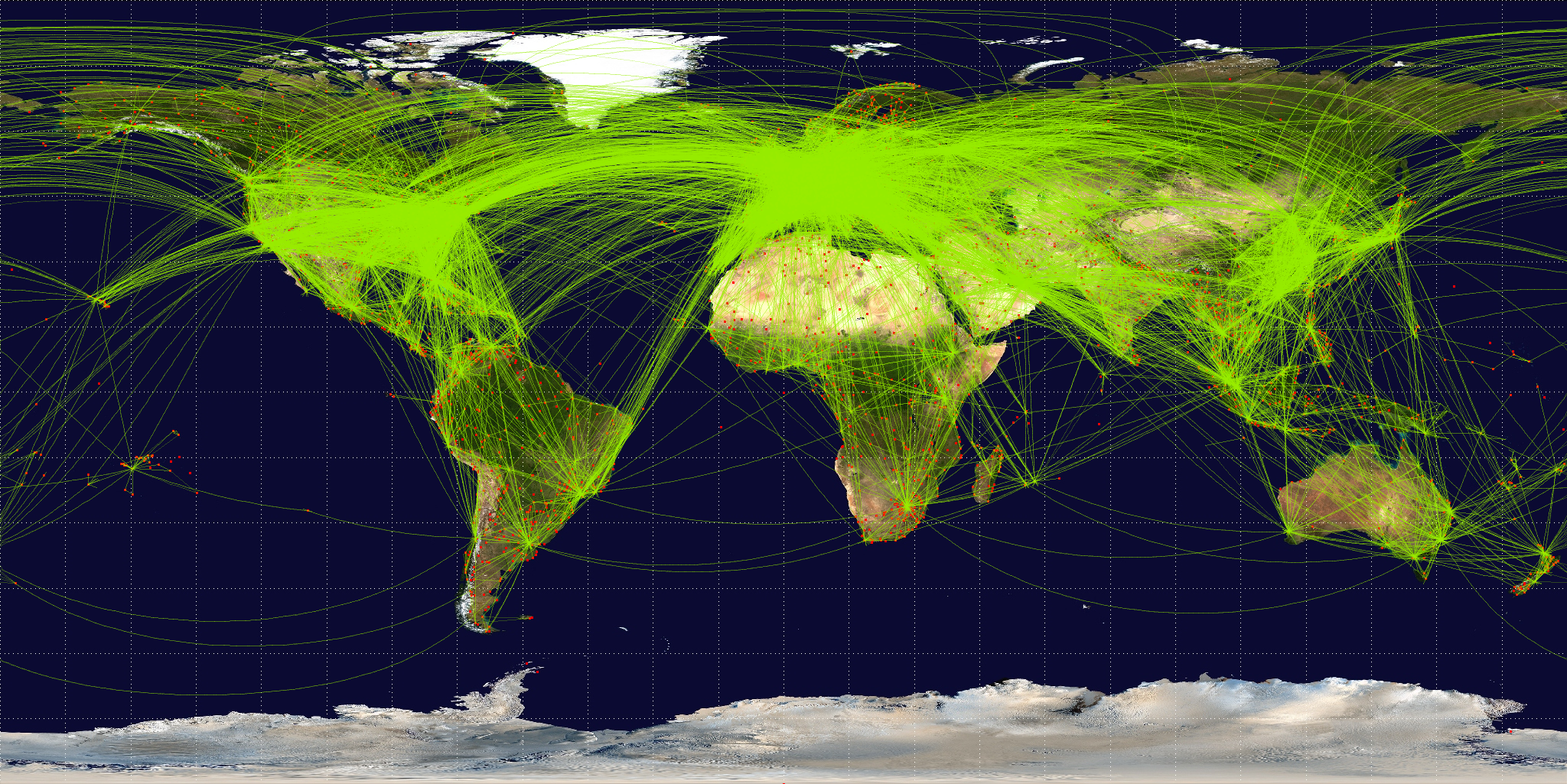
2009年民用航空國際路線

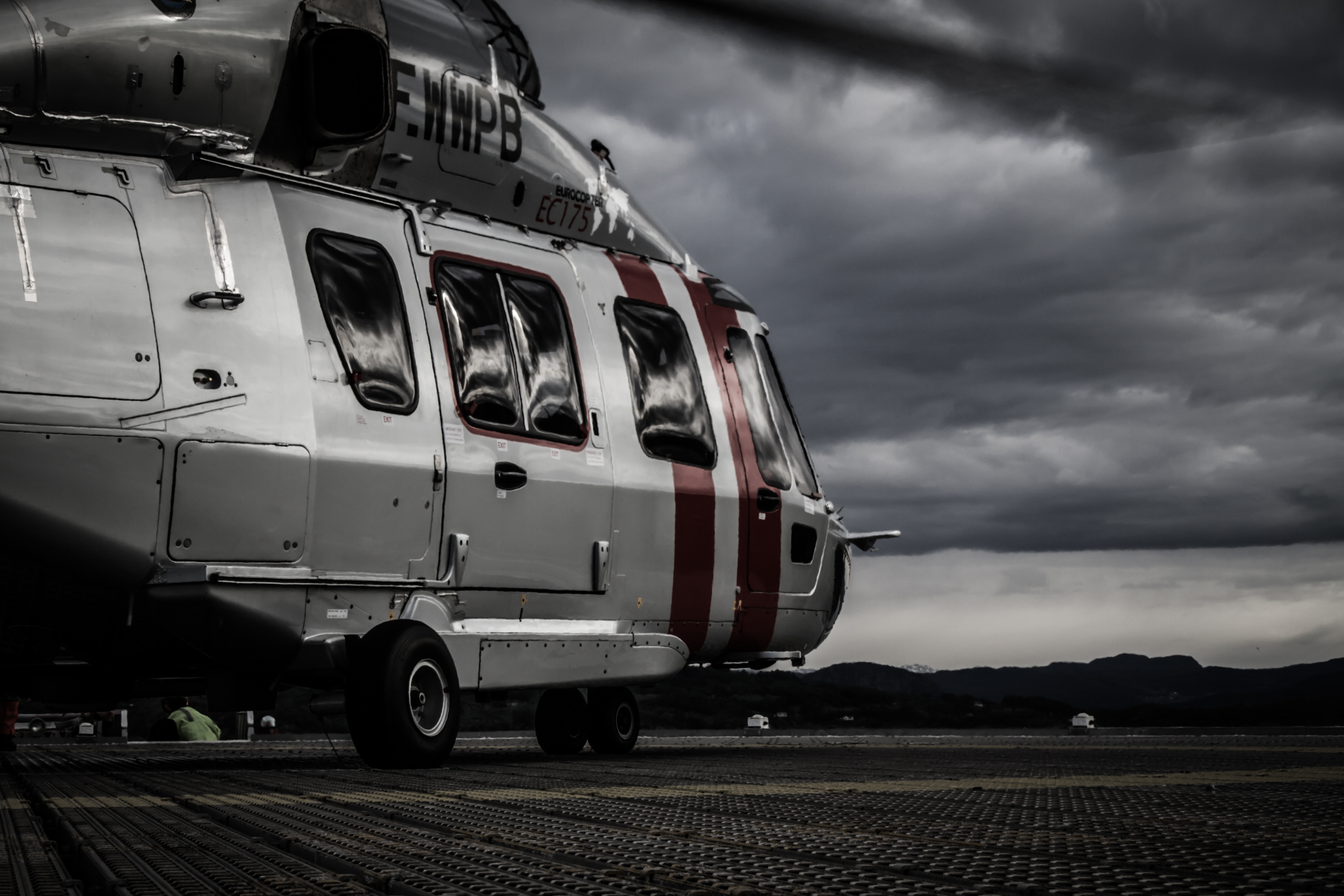
一架民用的直-15

民用航空（英語：Civil aviation，簡稱民航）是指除軍事、公務（例如警务、海关）用途以外的航空服務，包括私人或商業性質的飛行。世界上大多數國家都是國際民航組織（ICAO）成員，並透過該組織制定民用航空的共同標準。
民用航空包括两大类：
- 定期航空运输，包括在定期航线上运营的所有客运和货运航班
- 通用航空(GA)，包括所有其他民用或商业航班

在18世纪，随着热气球的发展，民用航空正式登上了历史舞台。奥托·李林塔尔在1896年进行的可控滑翔飞行为民用航空带来了巨大发展，20世纪初，莱特兄弟建造的第一架动力飞机提升了民用航空的重要意义。在那以后，喷气式飞机为民用航空带来了技术革新，也为航空运输在全球运输行业中的地位奠定了基础。

## 历史
经过第二次世界大战以后，商业航空快速增长，其主要雇佣前军事飞行员来运输人员和货物。生产轰炸机的工厂很快就参与了道格拉斯 DC-4等客机的生产。世界各地军用机场的建立加速了这种趋势增长，无论是用于战斗还是训练的技术都可以很容易地转为民用航空用途。
首架商用喷气式客机是英国的哈维兰彗星型飞机。到 1952 年，英国海外航空（BOAC） 已将彗星引入服务。

## 民航管理
1944年的《国际民用航空公约》（芝加哥公约）中指出，该条约的签署方应共同努力协调和标准化空域的使用，以确保航空运输的安全、高效和正常。
该公约的每个签署国都有一个民航管理机构（例如美国的FAA，中国的CAAC）来监督以下民航领域：
- 飞行执照——规范基本培训和执照和证书的发放。
- 飞行运营——对商业运营商进行安全监督。
- 适航——向民用航空器颁发注册证和适航证，监督航空器维修机构。
- 机场——设计和建造机场设施。
- 空中交通管制——管理一个国家领空内的交通。